# Tour della nazionale maschile di rugby a 15 delle Tonga 2001
Tra il 2000 e il 2003, la nazionale di Tonga di rugby a 15 si reca varie volte in tour per prepararsi al Coppa del mondo del 2003
Nel 2001, la nazionale tongana si reca in Gran Bretagna nel mese di Novembre
| 6 novembre 2001 | Scotland Development XV | 40 – 20 | Tonga XV |  |

| Edimburgo 10 novembre 2001 | Scozia | 43 – 20 | Tonga | Murrayfield |

| Cardiff 17 novembre 2001 | Galles | 51 – 7 | Tonga | Millennium Stadium |